# Les Tribulations de Fatty
Pour plus de détails, voir Fiche technique et Distribution.
Les Tribulations de Fatty (titre original : Fatty's Reckless Fling) est un film américain réalisé par Roscoe Arbuckle, sorti en 1915.

## Fiche technique
- Titre : Les Tribulations de Fatty
- Titre original : Fatty's Reckless Fling
- Réalisation : Roscoe Arbuckle
- Producteur : Mack Sennett
- Société de production : The Keystone Film Company
- distribution : Mutual Film Corporation
- Pays d'origine :  États-Unis
- Format : Noir et blanc - 1,33:1 - Format 35 mm
- Langue : film muet intertitres anglais
- Genre : Comédie
- Durée : une bobine
- Dates de sortie : 
  -  États-Unis 4 mars 1915

## Distribution
- Roscoe "Fatty" Arbuckle : Fatty
- Edgar Kennedy : un voisin
- Minta Durfee : la femme du voisin
- Katherine Griffith : la femme de Fatty
- Billie Walsh : barman